# Futbol Klubu Neftchi
O FC Neftchi Kochkor-Ata é um clube de futebol do Quirguistão, tem como títulos o campeonato nacional e a supertaça nacional em 2010.

## Títulos
- Campeonato Quirguistanês:
  - 2010
- Supertaça do Quirguistão:
  - 2010